# Cantone di Cannes-2
Il Cantone di Cannes-2 è una divisione amministrativa dell'arrondissement di Grasse.
È stato costituito a seguito della riforma approvata con decreto del 24 febbraio 2014, che ha avuto attuazione dopo le elezioni dipartimentali del 2015.

## Composizione
Comprende la parte orientale della città di Cannes.